# Ruimtelijke wetenschappen
Ruimtelijke wetenschappen is een verzamelnaam van een aantal sociale wetenschappen. Ruimtelijke wetenschappen houden zich bezig met de interactie tussen mensen en hun fysieke omgeving. Er is een Faculteit Ruimtelijke Wetenschappen aan de Rijksuniversiteit Groningen.
De volgende vakgebieden vallen onder de ruimtelijke wetenschappen:
- culturele geografie
- demografie en economische geografie
- fysische geografie
- planologie en ruimtelijke ordening

Het begrip ruimtelijke wetenschap is niet algemeen gangbaar voor alle sociale wetenschappen die onder deze paraplu zouden kunnen vallen. Zo worden deze wetenschappen aan een universiteit ook niet altijd onder de Faculteit der Ruimtelijke Wetenschappen gebracht. Er was tot 2003 een faculteit op de Universiteit Utrecht, maar daar is tegenwoordig een Faculteit Geowetenschappen.